# The Post War Dream
The Post War Dream és un tema del grup britànic de rock progressiu Pink Floyd. És el primer títol de l'àlbum The final cut, aparegut el 1983.
El tema dura al voltant de 3 minuts. Es compon de molts efectes especials, com crits i sons de vaixells. La música comença de manera calmada amb els sintetitzadors, les veus de Roger Waters, i una orquestra. Cap als 2 minuts 15 segons, la cançó esdevé més intensa amb l'arribada de la guitarra elèctrica i de la bateria. La peça acaba amb nous efectes sonors que seran els mateixos que els que apareixen al principi de la següent peça Your Possible Pasts.

## Crèdits
- Roger Waters - veus, baix
- David Gilmour - guitarres
- Nick Mason - bateria
- Andy Bown - orgue
- Michael Kamen - harmònium, director d'orchestre
- National Philharmonic Orchestra